# ИКСИ (метод лечения)

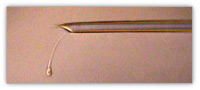
Захват сперматозоида стеклянной микроиглой

ИКСИ (от англ. intracytoplasmic sperm injection, ICSI — введение сперматозоида в цитоплазму, интрацитоплазматическая инъекция сперматозоида) — метод лечения бесплодия, один из вспомогательных методов искусственного оплодотворения (ЭКО). В медицинской литературе используется устойчивое словосочетание «Метод ИКСИ».

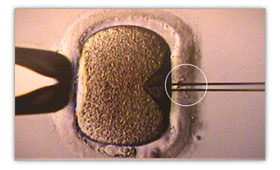
Введение микроиглы со сперматозоидом в яйцеклетку

В клинической практике метод ИКСИ впервые применен в 1991 году в Бельгии, в Центре репродуктивной медицины Брюссельского свободного университета под руководством профессора Андре Ван Стейртегема (англ. Andre Van Steirteghem). Научная публикация о рождении первых в мире 4 детей после применения метода ИКСИ вышла в июле 1992 года
Процедуру ИКСИ при ЭКО используют, когда присутствует хотя бы одно обстоятельство:
- снижено количество сперматозоидов в сперме;
- снижена подвижность сперматозоидов в сперме;
- много патологических сперматозоидов в сперме;
- в сперме содержатся антиспермальные антитела (АСАТ);
- недиагносцируемые патологии сперматозоидов или яйцеклеток.

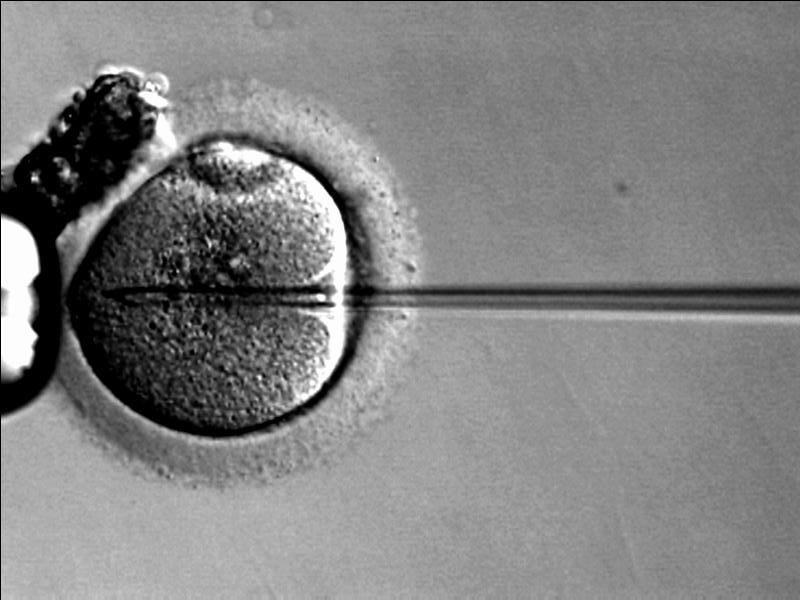
Инъекция сперматозоида внутрь яйцеклетки

Процедуру ИКСИ проводят под микроскопом. Для манипуляции с яйцеклеткой и сперматозоидом используют стеклянные микроинструменты — микроиглу и микроприсоску (удерживающий капилляр). Микроинструменты присоединены к микроманипуляторам — устройствам, позволяющим переводить крупные движения рук (через джойстики) в микроскопические движения инструментов. Для ИКСИ врач-эмбриолог старается отобрать наиболее быстрый и морфологически наиболее нормальный сперматозоид. Его обездвиживают ударом микроиглы (перебивают хвост) и засасывают в микроиглу. Затем, удерживая яйцеклетку на микроприсоске, прокалывают оболочку яйцеклетки микроиглой и вводят внутрь неё сперматозоид.
Эмбрионы, полученные с помощью процедуры ИКСИ, обладают нормальными способностями к развитию, а дети, рождённые после ЭКО с применением ИКСИ, не отличаются по своим физическим и умственным способностям от детей, зачатых естественным путём.